# Ellery Queen

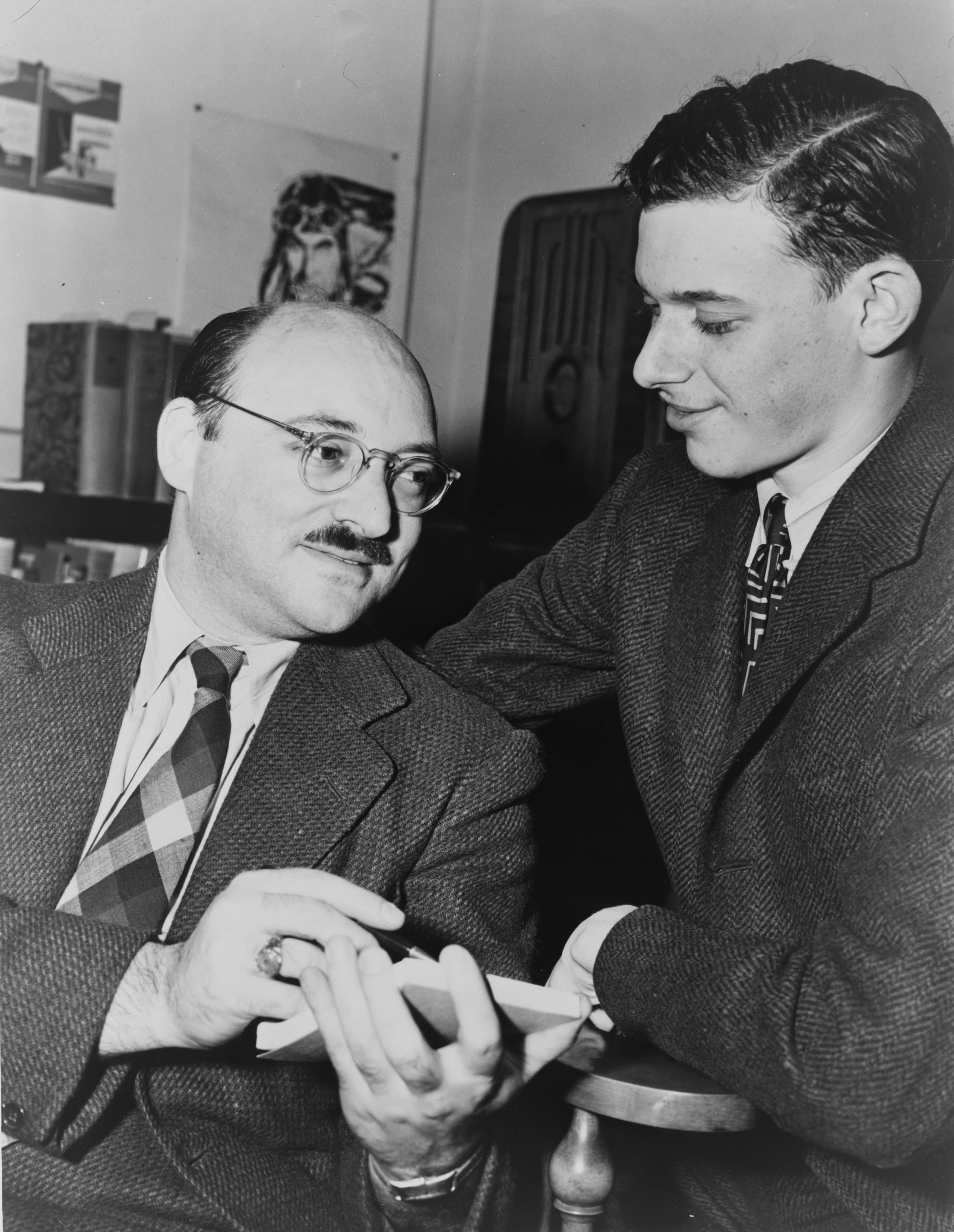
Frederic Dannay (till vänster), med James Yaffe (1943).

Ellery Queen är en gemensam pseudonym för de amerikanska kusinerna och författarna Manfred B. Lee, född 11 januari 1905, död 2 april 1971 och Frederic Dannay, född 20 oktober 1905, död 3 september 1982. Ellery Queen är dessutom namnet på detektiven som förekommer i de flesta böckerna av författarparet. Under sex decennier skrev de tillsammans närmare femtio detektivromaner. Ellery Queen, Agatha Christie och John Dickson Carr brukar anses vara de tre stora klassiska pusseldeckarförfattarna från genrens guldålder.

## Sammanfattning
Queens böcker tillhör definitionsmässigt pusseldeckarna, i vilka det anses viktigt att presentera alla ledtrådar för läsarna, så att detektiven och läsarna har samma chans att lösa fallet. I de första nio av Queens romaner förekommer också en utmaning till läsaren strax innan lösningen presenteras. Där uppmanas man lösa fallet med strikt logiskt tänkande och genom att beakta de ledtrådar som beskrivits.
Huvudpersonen i de allra flesta av Queens böcker heter också Ellery Queen, som även han är deckarförfattare och amatördetektiv. Han löser fallen tillsammans med sin far, kommissarie Richard Queen vid New York-polisen, vilken medverkar i många av böckerna. I en av dem, Kommissarie Queens eget fall från 1956, spelar han till och med huvudrollen och Ellery medverkar inte alls.
Fram till 1936 hemlighölls det vilka som gömde sig bakom pseudonymen. Både Dannay och Lee uppträdde offentligt iklädd ögonmask i officiella sammanhang som Ellery Queen (Lee) respektive Barnaby Ross (Dannay, under deras andra författarpseudonym). Men den 3 oktober 1936 avslöjade New York Post till sist deras rätta identiteter. 
Queen (främst Dannay) spelar också en viktig roll som deckarkritiker och redaktör, främst genom den månatliga tidskriften Ellery Queen's Mystery Magazine som startades 1941 och som alltjämt publiceras. Tidningen publicerar deckarnoveller såväl av genrens mest kända namn som av debutanter. En svensk variant publicerades under namnet Ellery Queen's kriminalpocket.
En återkommande gimmick i Queen-böckerna är meddelande från den döde, något som Queen också anses ha uppfunnit. Det går ut på att mordoffret strax innan han dog hann skriva ner en kryptisk ledtråd till mördarens identitet (eller på annat sätt meddela sig till eftervärlden), som obevekligen pekar ut mördaren (och ingen annan). Ledtråden måste vara kryptisk eftersom mördaren själv inte ska förstå dess betydelse och därmed avslägsna den från brottsplatsen.
Arbetsfördelningen mellan de två författarna var i stort sett att Dannay tog fram en handling inklusive karaktärer och de ledtrådar som skulle förekomma, varpå Lee byggde ut karaktärerna och fyllde på med dialog och miljöbeskrivningar. Det finns några undantag, men i stort följdes detta arbetssätt under hela Queens karriär.
Under pseudonymen Barnaby Ross skrev Dannay och Lee dessutom fyra deckare med den pensionerade döve teaterskådespelaren Drury Lane som problemlösare mellan åren 1932 och 1933.

## Ellery Queens tillkomst
Under en sen vårdag eller tidig sommardag 1928 träffades de båda kusinerna Dannay och Lee för att äta lunch tillsammans på en italiensk restaurang på Manhattan. En av dem hade sett en annons i morgontidningen om en deckartävling där den bästa inskickade romanen skulle erhålla 7 500 dollar. Tävlingen sponsrades av McClure's Magazine och bokförlaget Frederick A. Stokes. Innan lunchen var över hade kusinerna inte bara bestämt sig för att deltaga i tävlingen, de hade också bestämt huvuddragen i intrigen.
Under de följande månaderna arbetade de intensivt med att skriva klart boken. De blev färdiga den 30 december 1928 och lämnade in manuskriptet dagen efter, vilket också var den sista utsatta dagen för tävlingen. Dannay och Lee återgick till sina ordinarie jobb inom reklambranschen.
Efter tre månader ringde de upp den tävlingsansvarige mr Rich på Curtis Brown Litterära agenturfirma och frågade om tävlingen var avgjord. De fick det inofficiella beskedet att de vunnit tävlingen och att det skulle offentliggöras inom några dagar. När detta inte skedde kontaktade de mr Rich igen och han berättade den tråkiga nyheten att McClure's Magazine hade gått i konkurs. Tidningens tillgångar hade övertagits av en annan tidskrift, Smart Set, och deras redaktörer hade beslutat att utse ett annat inskickat bidrag som vinnare, ett manuskript som passade den tidningens kvinnliga läsare bättre.
Men tursamt nog var förlaget Frederick A. Stokes fortfarande intresserade och de erbjöd Dannay och Lee den avsevärt lägre förskottssumman på 200 dollar var, vilket de också accepterade med förbehållet att deras bok åtminstone skulle publiceras före den prisvinnande boken (Murder Yet to Come av Isabel Briggs Myers). Den 15 augusti 1929 publicerades därför The Roman Hat Mystery (på svenska först 1981 under titeln Håll i hatten!). Första upplagan såldes i blygsamma 8 000 exemplar och både Dannay och Lee behöll tills vidare sina jobb och fortsatte skriva under kvällar och på helger. Först efter den tredje romanen Skomysteriet (1931) blev de författare på heltid.

## Första perioden 1929–1935
Man brukar dela upp Queens författarskap i fyra olika tidsperioder. Den första perioden sträcker sig fram till och med den sista boken i "Geografi-sviten" The Spanish Cape Mystery (1935), det vill säga de nio första romanerna där en nationalitet alltid ingår i boktitlarna. Den här perioden kännetecknas av komplexa intriger, fyllda av bisarra omständigheter, motsägelsefulla vittnesmål, gåtfulla ledtrådar, alternativa lösningar och mästerlig logik. 
Just de alternativa lösningarna introducerades i Konsthandlarens kista (1932) och de gick ut på att Ellery Queen i böckerna presenterade en lösning på deckarmysteriet som senare i boken visade sig vara felaktig. Denna procedur kunde till och med hända ytterligare en gång, innan den korrekta lösningen synliggjordes. Senare böcker med den här tekniken märks bland andra Tio dagars underverk (1948) och Dubbelspel (1950). 
Queens stora inspirationskälla var den idag närmast bortglömde deckarförfattaren S. S. Van Dine som hade debuterat med The Benson Murder Case 1926. Båda författarnas problemlösare var mer eller mindre snobbiga, arroganta besserwisser-detektiver. Van Dines böcker hade titlar som The Bishop Murder Case och The Kennel Murder Case, medan Queen namngav sina på snarliknande sätt; The French Powder Mystery och The American Gun Mystery. Van Dines detektiv Philo Vance löste sina fall tillsammans med allmänne åklagaren John F. X. Markham, medan Ellery Queen hjälpte sin far Richard Queen som var chef för New Yorks mordkommission. 
Under denna period utkom även den klassiska novellsamlingen, The Adventures of Ellery Queen, med berättelser skrivna i samma anda som romanerna.
De tio första böckerna innehåller förord (och ibland efterord) skrivna av signaturen J. J. McC. Signaturen var dock bara ännu en pseudonym för Dannay och Lee och under detta namn berättades det om hur karaktären Ellery Queens liv gestaltade sig numera. Han hade exempelvis givit upp deckarlösandet och levde ett tillbakadraget liv tillsammans med barn och hustru och sin pensionerade far i en liten villa i en italiensk bergsby, men hade behållit lägenheten på Manhattans Västra 87:e gatan som ett slags halvt-om-halvt museum. Vidare sades Ellerys och Richard Queens namn i verkligheten vara något helt annat. Alla dessa påhittade uppgifter förbisågs i senare verk och Ellery förblev både ungkarl och trogen sin bana som amatördetektiv till sista utkomna romanen.

## Andra perioden 1936–1940
Under denna period, som kan ses som något av en övergångsperiod, förändrades huvudpersonen Ellery Queen till en mer mänsklig karaktär. Många kallar denna period för Hollywood-eran, då tre av böckerna utspelar sig just där. Romanerna under denna period kännetecknas av enklare intriger samt mer spänningsinriktade och romantiska inslag. Dock tullade författarna aldrig på idén om "fair play". 
Novellsamlingen The New Adventures of Ellery Queen innehållande noveller från denna period utkom 1940. I denna samling återfinns Queens kanske finaste prestation i det kortare formatet, Huset som försvann (The Lamp of God) (på svenska återfinns den i volymen Rebus i rött från 1974), som skrevs under första perioden, men alltså inte utkom i bokform förrän i den andra.

## Tredje perioden 1942–1958
Den tredje perioden är svårare att känneteckna med en kort beskrivning, även om man kan säga att större vikt över huvud taget läggs vid psykologiska tolkningar. Egentligen kan man se två tydliga spår under denna tid. Den första rör de berättelser som utspelar sig i den fiktiva staden Wrightsville. Hit kommer Ellery Queen för första gången i Mr Queen har otur, och återkommer sedan flera gånger. I dessa berättelser får man följa stadens utveckling från 40-talet fram till 60-talet. Människor lever, föds och dör, och staden återspeglar ett slags genomsnittlig amerikansk stad. I Wrightsville-sviten återfinns romanerna Mr Queen har otur, Svälta räv, Tio dagars underverk, Dubbelspel och The Last Woman of His Life samt ett antal noveller. Även Kungen är död från 1952 har ett trettiosidigt kapitel som utspelar sig i Wrightsville.
Förutom Wrightsville-sviten skrevs under den tredje perioden ett antal romaner som främst har det gemensamt att de utgår från en viss idé och utforskar den. Det kan handla om barnramsor (som i Mord i andra hand, Dubbelspel), seriemördare (Katt med många svansar) eller en karaktärsstudie av Ellerys far, kommissarie Richard Queen (Kommissarie Queens eget fall). Dessutom kom en roman utan anknytning till Ellery Queen-serien ut i form av The Glass Village som är en uppgörelse med de konservativa politiska tendenserna i USA under femtiotalet. 
Perioden avslutas med en roman som ursprungligen var tänkt som den sista från författarparet, De tolv julklapparna från 1958. I denna roman återberättas Ellery Queens andra fall – boken tar vid direkt efter debutboken Håll i hatten! – som Ellery då misslyckas med att lösa. Inte förrän trettio år senare får fallet sin lösning. Denna roman är också berättad mer i den stil som är typisk för första perioden, med betoning på det logiska problemet, även om Ellerys karaktär är något mer välrundad här än i de tidiga böckerna.
Under denna period utkom även två novellsamlingar i form av Calendar of Crime och Q.B.I. Den förstnämnda är något av en mindre klassiker, där de tolv novellerna utspelar sig under var sin månad på ett år. Framför allt den avslutande julnovellen Dauphins docka (Dauphin's Doll) är imponerande. Den sistnämnda samlingen innehåller en rad radiomanuskript som omarbetats till korta noveller, ofta inte mer än ett par, tre sidor långa, som närmast kan ses som små pusselgåtor. Dessutom utkom 1945 The Best of Ellery Queen som innehåller ett urval tidigare publicerade noveller samt tre outgivna radiomanuskript.

## Fjärde perioden 1963–1971
Om den tredje perioden var något spretig är den fjärde perioden än mer svårkarakteriserad. Om något kan man säga att den är en viss återgång till den mer logiska gåtan från de tidiga romanerna, men under denna period är romanerna långt ifrån så komplexa som under trettiotalet. Dessutom led Manfred Lee under de första åren av denna perioden av mental skrivkramp, vilket betydde att författarparet hyrde in andra författare (Avram Davidson och Theodore Sturgeon) för att skriva färdigt romanerna åt dem. Dock är det viktigt att framhålla att Dannay fortfarande stod för handlingen, och att båda kusinerna noggrant gick igenom romanerna innan publicering skedde. 
Under fjärde perioden sker också många tillbakablickar på den tidigare produktionen. Exempelvis utspelar sig The Last Woman of His Life i Wrightsville, medan The House of Brass fortsätter från Kommissarie Queens eget fall. Intressant nog börjar inledningskapitlet i The House of Brass precis där Rebus i rött slutar, trots att den sistnämnda inte på något sätt refererar till händelserna i Kommissarie Queens eget fall.
Ytterligare två novellsamlingar dök upp under den fjärde perioden. Q.E.D. påminner starkt om tredje periodens Q.B.I. med en rad korta noveller, kompletterat med en längre novell. I Queen's Full varvas tre längre noveller med två korta.

## Postumt publicerade verk
Postumt utgavs den ofullbordade The Tragedy Of Errors 1999 vilken innehåller ett detaljerat synopsis (skrivet av Dannay) till vad som skulle ha blivit nästa Ellery Queen-bok efter Ett mord blir till från 1971. Eftersom Lee avled 1971 blev boken dock aldrig färdigskriven. Dessutom innehåller boken sex noveller som inte förekommit i någon novellsamling tidigare samt ett antal kritikers, släktingars och författares texter om Queens författarskap.
2005 – hundra år efter att Dannay och Lee föddes – publicerades The Adventure of the Murdered Moths and Other Radio Mysteries som innehåller fjorton tidigare outgivna radiomanuskript som ursprungligen sändes som radioteater i USA under åren 1939–1948.
Samma år firade EQMM sina grundare genom att i varje nummer publicera artiklar om Queens författarskap av olika experter. I september/oktober-numret publicerades dessutom en nyskriven Queen-novell, The Wrightsville Carnival, skriven av Edward D. Hoch. 
I majnumret 2007 av EQMM publicerades en ny längre Queen-pastisch, The Book Case, skriven av belgaren Kurt Sercu och amerikanen Dale C. Andrews. I denna novell, som utspelar sig i nutid, ligger alla böcker som Queen skrivit (från Håll i hatten till Ett mord blir till) utspridda på golvet, uppenbarligen nedrivna från bokhyllan av mordoffret innan han dog som ett meddelande från den döde. 
I september/oktober-numret 2009 av EQMM följde ännu en novell, denna gång skriven bara av Andrews, kallad The Mad Hatter's Riddle. Den utspelar sig 1975 under inspelningen av TV-serien Ellery Queen och mera specifikt avsnittet "The Mad Tea Party". Ellery anländer till Hollywood för tjäna som rådgivare under inspelningen.
I decembernumret 2013 av EQMM återkom Andrews med novellen Literally Dead där en välkänd författare hittas död i ett låst rum i Wrightsville och med ett meddelande från den döde.

## Radio- & TV-adapteringar
Amerikansk TV har producerat fyra olika TV-serier med Ellery Queen samt en TV-film. I det första försöket 1950 - 1952 The Adventures of Ellery Queen spelades huvudrollen först av Richard Comstock Hart, som dock avled i hjärtattack i januari 1951 och ersattes av Lee Bowman. Denna serie erhöll TV-tidningen TV Guides pris för 1950 års bästa deckarserie. Helene Hanff, som är mest känd för sin bok 84 Charing Cross Road, var en av manusförfattarna för denna TV-serie. 
1954–1956 gick nästa serie (med samma namn), då med Hugh Marlowe i huvudrollen. Marlowe hade tidigare spelat rollen på radio 1939–1940. 32 avsnitt producerades i denna omgång.
Två år senare var det dags igen med The Further Adventures of Ellery Queen 1958–1959 som sändes i färg! I början sändes dessa avsnitt i direktsändning från New York och huvudrollen spelades av George Nader, men när produktionen flyttades till Kalifornien övertogs rollen av Lee Philips och avsnitten spelades in i förväg istället. 
Därefter dröjde det ända till 1971 då TV-filmen Ellery Queen: Don't Look Behind You med Peter Lawford i titelrollen visades på amerikansk TV. Filmen baserades på romanen Katt med många svansar. I denna film hade man dock bytt ut kommissarie Queen mot en farbror till Ellery, vilken spelades av Harry Morgan.
1975–1976 producerade TV-bolaget NBC en serie i 23 avsnitt som hette Ellery Queen. Ellery spelades av Jim Hutton och kommissarie Queen av David Wayne. Denna serie visades också i svensk TV och gavs ut på DVD i USA och Australien 2010.

## Serieversioner
Ellery Queen-serier fanns serietidningen Crackajack Funnies från och med 1940. 1949 publicerade förlaget Superior Comics fyra nummer av Ellery Queen. Ett kortlivat försök på förlaget Ziff-Davis resulterade i bara två nummer 1952 och 1962 publicerade förlaget Dell tre nummer.
Serieskaparen Mike W. Barr lät Ellery Queen gästspela i nummer nio av hans Maze Agency i februari 1990, publicerad av Innovation Comics. Berättelsen hette The English Channeler Mystery: A Problem in Deduction.

## Spel och pussel
Namnet Ellery Queen har förekommit i flera amerikanska sällskapsspel, som exempelvis Ellery Queen's Great Mystery Game Trapped (1956) och The Case of the Elusive Assassin by Ellery Queen (1971). 1973 gavs pusslet Ellery Queen: The Case of His Headless Highness ut och 1986 kom sällskapsspelet Ellery Queen's Mystery Magazine Game. I spelet Ellery Queen's Operation: Murder från början av 1980-talet fick man ledtrådar serverade via ett videoband som följde med spelet. Detta spel var fritt baserat på romanen Skomysteriet (1931).

## Frimärken
Ellery Queen har förekommit på ett frimärke utgivet i Nicaragua i serien "Berömda skönlitterära detektiver" för att fira 50-årsjubileet av Interpol samt i en liknande frimärksserie utgiven i San Marino 1979.

### "Officiella" Queen-böcker
1. Håll i hatten! (översättning Jan Järnebrand, Bra Böcker, 1981) (The Roman Hat Mystery, 1929)
2. The French Powder Mystery (1930) (bara utgiven på svenska som följetong i veckotidningen Tidsfördrif under namnet Varuhusmysteriet 1936)
3. Skomysteriet (översättning Gösta Dahl, Bra Böcker, 1971) (The Dutch Shoe Mystery, 1931)
4. Konsthandlarens kista (översättning Dagny Henschen och Ivar Harrie, Bonnier, 1933) (The Greek Coffin Mystery, 1932)
5. Det egyptiska korsmysteriet (översättning Majken Johansson, Rabén & Sjögren, 1968) (The Egyptian Cross Mystery, 1932)
6. The American Gun Mystery (1933)
7. The Adventures of Ellery Queen (1933) (noveller)
8. The Siamese Twin Mystery (1933)
9. Mandarinmysteriet (1934; The Chinese Orange Mystery)
10. The Spanish Cape Mystery (1935)
11. Mannen som var två (1936; Half-Way House) (utgiven förkortad på svenska som följetong i Allers veckotidning med start i nr 40/1937)
12. Den stängda dörren (1937; The Door Between)
13. Mord i Hollywood (1938; The Devil to Pay)
14. Hjärter fyra (1938; The Four of Harts )
15. Draksådden (1939; The Dragon's Teeth)
16. The New Adventures of Ellery Queen (noveller, 1940)
17. Mr Queen har otur (Calamity Town, 1942)
18. Mord i andra hand (There Was an Old Woman, 1943)
19. Svälta räv (The Murderer is a Fox, 1945)
20. Tio dagars underverk (Ten Day's Wonder, 1948)
21. Katt med många svansar (Cat of Many Tails, 1949)
22. Dubbelspel (Double, Double, 1950)
23. Roten till det onda (översättning Carl Sundell, Bonnier, 1952) (The Origin Of Evil, 1951)
24. Kungen är död (The King is Dead, 1952)
25. Calendar Of Crime (noveller, 1952)
26. The Scarlet Letters (1953)
27. The Glass Village (1954)
28. Q. B. I. – Queens Bureau of Investigation (1955) (noveller)
29. Kommissarie Queens eget fall (översättning Mario Grut, Bonnier, 1958) (1956; Inspector Queen's Own Case)
30. De tolv julklapparna (1958; The Finishing Stroke)
31. Spel mot en okänd (översättning Mons Mossner, Bonnier, 1965) (The Player On the Other Side, 1963) (spökskriven av Theodore Sturgeon efter ett detaljerat synopsis av Dannay)
32. och på åttonde dagen... (1964; And On The Eighth Day) (spökskriven av Avram Davidson efter ett detaljerat synopsis av Dannay)
33. Triangelns fjärde sida (1965; The Fourth Side of the Triangle) (spökskriven av Avram Davidson efter ett detaljerat synopsis av Dannay)
34. Queen's Full (1966) (noveller)
35. En studie i skräck (1966; A Study in Horror) (Sherlock Holmes-delen skrevs av Paul W. Fairman)[källa behövs]
36. Rebus i rött (1967; Face to face + 1935; The Lamp of God (den senare återfinns i novellsamlingen The New Adventures of Ellery Queen)
37. The House Of Brass (1968) (spökskriven av Theodore Sturgeon efter ett detaljerat synopsis av Dannay))
38. QED – Queen's Experiments In Detection (1968) (noveller)
39. Cop Out (1969) (skriven av Manfred B. Lee)
40. The Last Woman In His Life (1970)
41. Ett mord blir till (1971; A Fine and Private Place)
42. The Best Of Ellery Queen (1985) (noveller, varav en, Wedding Anniversary, inte finns med i någon annan novellsamling)
43. The Tragedy Of Errors (1999) (ofullbordad, utgiven som detaljerat synopsis)
44. The Adventure of the Murdered Moths and Other Radio Mysteries (2005)

Fotnot: Samtliga ovanstående har detektiven Ellery Queen som problemlösare förutom The Glass Village (1954) och Cop Out (1969). I Kommissarie Queens eget fall (1956) har Ellerys far, Richard Queen, huvudrollen och Ellery omnämns bara i texten.

### Böcker publicerade under pseudonymen Barnaby Ross
- X-tragedin (1932; The Tragedy of X); på svenska även publicerad under författarnamnet Ellery Queen.
- The Tragedy of Y (1932)
- The Tragedy of Z (1933)
- Drury Lane's Last Case (1933)

Fotnot: Samtliga ovanstående har den pensionerade döve teaterskådespelaren Drury Lane som problemlösare.

### Böcker om deckare skrivna av Ellery Queen
1. The Detective Short Story: A Bibliography (1942) (ny utgåva 1969 med ny inledning)
2. Queen's Quorum: A History of the Detective-Crime Short Story As Revealed by the 100 Most Important Books Published in This Field Since 1845 (1951) (ny utgåva 1969 med tillägg fram till 1967)
3. In the Queen's Parlor, And Other Leaves from the Editors' Notebook (1957)

### Spökskrivna pocketböcker utgivna under Ellery Queen-namnet

#### Fristående böcker
- Dead Mans Tale (1961) (Stephen Marlowe)
- Death Spins the Platter (1962) (Richard Deming)
- Murder With a Past (1963) (Talmage Powell)
- Wife or Death (1963) (Richard Deming)
- Dirigerat mord (1963, Kill as Directed) (Henry Kane)
- The Golden Goose (1964) (Fletcher Flora)
- The Four Johns (1964) (Jack Vance)
- Blow Hot, Blow Cold (1964) (Fletcher Flora)
- The Last Score (1964) (Charles W. Runyon)
- Beware the Young Stranger (1965) (Talmage Powell)
- The Copper Frame (1965) (Richard Deming)
- A Room to Die In (1965) (Jack Vance)
- The Killer Touch (1965) (Charles W. Runyon)
- The Devil's Cook (1966) (Fletcher Flora)
- The Madman Theory (1966) (Jack Vance)

#### Tim Corrigan-serien
- Where is Bianca? (1966) (Talmage Powell)
- Who Spies, Who Kills? (1966) (Talmage Powell)
- Why so Dead? (1966) (Richard Deming)
- How Goes the Murder (1967) (Richard Deming)
- Which Way to Die (1967) (Richard Deming)
- What's in the Dark (1968) (Richard Deming)
- Losers, Weepers (1966) (Richard Deming)
- Shoot the Scene (1966) (Richard Deming)
- Kiss and Kill (1969) (Charles W. Runyon)
- Guess Who's Coming to Kill You? (1968) (Walt Sheldon)

#### Troubleshooter-serien
- The Campus Murders (1969) (Gil Brewer)
- The Black Hearts Murder (1970) (Richard Deming)
- The Blue Movie Murders (1972) (Edward D. Hoch)

Fotnot: Den verklige författaren är angiven inom parentes. Figuren Ellery Queen medverkar inte i någon av dessa böcker. Manfred B. Lee redigerade dessa böcker, utan någon inblandning från Dannay. Undantaget är dock den sista The Blue Movie Murders som Dannay redigerade, eftersom Lee vid det laget hade avlidit.

### Ellery Queen jr.
- Duffy och bankkuppen (1942; The Black Dog Mystery)
- Duffy och guldörnen (1942; The Golden Eagle Mystery)
- Duffy och sköldpaddsmystriet (1944; The Green Turtle Mystery)
- Duffy och det försvunna arvet (1946; The Red Chipmunk Mystery)
- Duffy på farlig mark (1948; The Brown Fox Mystery)
- The White Elephant Mystery (1950)
- The Yellow Cat Mystery (1952)
- The Blue Herring Mystery (1954)
- The Mystery of the Merry Magician (1961)
- The Mystery of the Vanished Victim (1962)
- The Purple Bird Mystery (1966)

Fotnot: Dessa ungdomsböcker skrevs av James Holding. En del av dem lät han dock Frank Belknap Long och Samuel McCoy skriva. Figuren Ellery Queen gör cameo-framträdanden i några av dem (ingen av dessa är dock översatta till svenska). Huvudpersonen i de böcker vars titel innehåller en färg är istället Djuna, kommissarie Queens adoptivson och hushållare i de tidiga Queen-romanerna – på svenska försedd med det "tuffare" smeknamnet Duffy. I de två övriga böckerna (The Mystery of the Merry Magician och The Mystery of the Vanished Victim) heter huvudpersonen Gulliver Queen och påstås vara Ellerys nevö – detta trots att Ellery i vuxendeckarna inte har några syskon. De fem första böckerna finns översatta till svenska i bokserien B. Wahlströms ungdomsböcker med gröna ryggar.

## Filmatiseringar
- The Spanish Cape Mystery (1935) (baserad på romanen med samma namn från samma år)
- The Mandarin Mystery (1937) (baserad på romanen The Chinese Orange Mystery från 1964)
- The Crime Nobody Saw (1937) (baserad på pjäsen Danger, Men Working av Bertram Millhauser)
- Ellery Queen, Master Detective (1940) (baserad på romanen The Door Between från 1937)
- Ellery Queen's Penthouse Mystery (1941) (originalmanus av Eric Taylor)
- Ellery Queen and the Perfect Crime (1941) (baserad på romanen The Devil to Pay från 1938)
- Ellery Queen and the Murder Ring (1941) (baserad på Skomysteriet från 1931)
- A Close Call for Ellery Queen (1942) (originalmanus)
- A Desperate Chance for Ellery Queen (1942) (baserad på radioavsnittet The Good Samaritan av Ellery Queen från 1940-06-09)
- Enemy Agents meet Ellery Queen (1942) (originalmanus)
- La Décade prodigieuse (1971; Ten Days Wonder) (fransk film regisserad av Claude Chabrol)
- Haitatsu Sarenai Santsu no Tegami (1979; The Three Undelivered Letters) (japansk film baserad på romanen Mr Queen har otur från 1942)

Fotnot: Dannay och Lee arbetade också med manuset till Gäckande skuggan på nya äventyr! (1941; Shadow of the Thin Man), men deras namn finns inte med i förtexterna. Filmen En studie i skräck (1965; A Study in Terror) bildar underlag för boken med samma namn från året efter. Bokens Sherlock Holmes-avsnitt skrevs av Paul W. Fairman, varefter Ellery Queen skrev till ramberättelsen där Ellery Queen hittar ett Sherlock Holmes-manuskript och den sista, avslutande upplösningen på boken.

## Priser och utmärkelser

### Amerikanska
Ellery Queen har fått följande "Edgar"-priser, utdelade av Mystery Writers of America 
- 1946 – Bästa radiodrama (delat pris med serien Mr. and Mrs. North)
- 1950 – Special-Edgar för tio års tjänst genom Ellery Queen's Mystery Magazine
- 1961 – Grand Master Edgar
- 1962 – Bästa novell ("Ellery Queen 1962 Anthology")
- 1964 – Bästa roman (Spel mot en okänd)
- 1969 – Special-Edgar för 40-årsjubileet av publiceringen av Håll i hatten!

### Svenska
- Grand Master-diplom 1972
- Special Grand Master-diplom 1981

## Böcker om Ellery Queen
- Francis M. Nevins: Royal Bloodline: Ellery Queen, Author and Detective.  Bowling Green University Popular Press, 1974.  ISBN 0-87972-066-2 (inbunden), 0-87972-067-0 (häftad)
- Francis M. Nevins och Martin Grams, Jr: The Sound of Detection: Ellery Queen's Adventures in Radio.  OTR Publishing, 2002.  ISBN 0-970-33102-9
- Francis M. Nevins: Ellery Queen: The Art of Detection Perfect Crime Books, 2013. ISBN 978-1-935797-47-0
- Joseph Goodrich (editor): Blood Relations: The Selected Letters of Ellery Queen, 1947–1950. Perfect Crime Books, 2012. ISBN 978-1935797388